# شينغو هوشينو
شينغو هوشينو (باليابانية: 星野 真悟) (2 مايو 1978 في فوكوكا في اليابان – )؛ هو لاعب كرة قدم ياباني سابق كان يلعب كمدافع.

## وصلات خارجية
- شينغو هوشينو على موقع رابطة كرة القدم اليابانية للمحترفين (اليابانية)
- شينغو هوشينو على موقع Soccerway.com (الإنجليزية)